# With God on Our Side
With God on Our Side ist ein Folksong von Bob Dylan, veröffentlicht am 13. Januar 1964 als dritter Titel des Albums The Times They Are a-Changin’. Dylan sang das Antikriegslied zum ersten Mal bei seinem Debüt in der New Yorker Town Hall am 12. April 1963.

## Text
Dylan erwähnt in den einzelnen Strophen des Songs jeweils geschichtliche Geschehnisse, darunter die Tötung von amerikanischen Ureinwohnern im neunzehnten Jahrhundert, den Spanisch-Amerikanischen Krieg und den Amerikanischen Bürgerkrieg, den Ersten Weltkrieg, die Ermordung von sechs Millionen Juden durch Nazi-Deutschland während des Zweiten Weltkriegs, den Kalten Krieg und die Verfügbarkeit von Nuklearwaffen. Immer sei von dem Land, in dem er lebe („the land that I live in …“), reklamiert worden, es habe Gott auf seiner Seite („… has God on ist side“), und das gelte auch für die, denen man vergeben habe („we forgave the Germans and we were friends … the Germans now too have God on their side“). – In der vorletzten Strophe wird plötzlich ein biblisches Geschehnis erwähnt, der Verrat von Jesus Christus durch Judas Iscariot, und der Hörer wird mit einer Frage konfrontiert: „Through many dark hour I’ve been thinkin’ about this / That Jesus Christ was betrayed by a kiss / But I can’t think for you, You’ll have to decide / Whether Judas Iscariot had God on his side.“
Der Text enthielt keinen ausdrücklichen Hinweis auf den Vietnamkrieg, bis bei Live-Darbietungen in den 1980er Jahren eine zusätzliche Strophe lautete:
In the nineteen-sixties came the Vietnam War
Can somebody tell me what we’re fightin’ for?
So many young men died
So many mothers cried
Now I ask the question
Was God on our side?
Die Texte variieren bei Interpretationen durch Dylan und auch anderen Sängern.

## Kontroversen zur Komposition
Die Melodie von With God on Our Side ist im Wesentlichen identisch mit The Patriot Game, einem Lied geschrieben von Dominic Behan auf Basis einer dem irischen Volkslied The Merry Month of May entlehnten Melodie. Die Eröffnungsstrophe ist ebenfalls ähnlich der zweiten Strophe von Behans Text, in dem der Erzähler seinen Namen und Alter angibt. Behan kritisierte Dylan öffentlich dafür, dass dieser die Melodie als Eigenkomposition ausgab.
Dylans Weigerung, Behans lyrische Struktur anzuerkennen, führte zur Reaktion Behans, man könne der Ansicht sein, dass die Authentizität von Dylans Gesamtwerk müsste in Frage gestellt werden. Behan ging beim Schreiben mindestens eines Liedes ähnlich vor wie Dylan, indem er selbst die Melodie von The Merry Month of May entlehnte.
In der Ankündigung des Songs auf dem Newport Folk Festival im Jahr 1963, sagte Dylan folgendes: “Yeah. You know, Jean Redpath sang a song here awhile ago which I heard Liam Clancy sing about two years ago and I was listening to her sing it and I thought that I never, uh, I thought I wrote this song called 'With God on Your Side'. And it must have somewhere stayed in the back of my mind hearing Liam Clancy singing ‘The Patriot Game’.” (deutsch etwa: „Ja. Ihr wisst schon, Jean Redpath sang hier vor einer Weile ein Lied, das ich von Liam Clancy vor etwa zwei Jahren gehört habe, und ich hörte sie singen, und ich dachte, dass ich nie, äh... diesen Song namens With God on Our Side geschrieben hätte. Und es muss irgendwo in meinem Hinterkopf hängen geblieben sein, wie Liam Clancy The Patriot Game gesungen hat.“)

## Live-Aufnahmen
Dylan und Joan Baez spielten With God on Our Side als Duett auf dem Newport Folk Festival im Juli 1963 und Juli 1964, und ihr Auftritt vom 27. Juli 1963 wurde für Newport Broadside: Topical Songs at the Newport Folk Festival 1963 (Vanguard VSD-79144) aufgenommen. 
Eine weitere Aufnahme von Dylan und Baez vom 31. Oktober 1964 findet sich auf dem 2004 veröffentlichten Album The Bootleg Series Vol. 6: Bob Dylan Live 1964, Concert at Philharmonic Hall.
Dylans Interpretation des Songs auf dem Album MTV Unplugged wurde 1995 veröffentlicht.

## Coverversionen
- Joan Baez veröffentlichte das Lied auf ihrem 1963er Live-Album In Concert, Part 2 (aufgenommen, kurz nachdem Dylan es geschrieben hatte.)
- Das Chad Mitchell Trio nahm es für ihr Album Typical American Boys (1965) auf.
- Odetta interpretierte den Song auf ihrem Album Odetta Sings Dylan von 1965.
- Manfred Mann sangen es 1965 auf ihrer The One In The Middle EP. Die Notiz auf der EP-Hülle lautete: „In May 1964 Bob Dylan dropped in at London’s Marquee Club to listen to the Manfreds, declaring them to be ‘real groovy’. They returned the compliment with their performance of Dylan’s controversial With God On Our Side.“[3]
- Eine französische Version des Songs singt Hugues Aufray auf seinem Album Aufray Chante Dylan (1965).
- Ramblin’ Jack Elliott realisierte eine Coverversion auf seinem Album Bull Durham Sacks & Railroad Tracks aus dem Jahr 1970 und wiederholte es auf seinem 1999er Album The Long Ride.
- The Neville Brothers interpretierten den Song 1989 auf Yellow Moon (ihre Version enthält die hinzugefügte Strophe zum Vietnamkrieg).
- Judy Collins nahm den Song 1993 für ihr Tribute-Album Judy Sings Dylan… Just Like a Woman auf.
- Die britische Band Half Man Half Biscuit parodierte den Song unter dem Titel With Goth On Our Side, auf ihrem Album Trouble Over Bridgewater im Jahr 2000.
- Jonah Matranga interpretierte das Lied vielfach live, so etwa (mit Matranga as onelinedrawing) auf der Compilation Sound Relief, Volume One: From CA to NYC (veröffentlicht 2001 auf dem Label Sound Relief Records) (Sound Relief Records cat. 631037060028) – Die Compilation wurde eigentlich zur Unterstützung der Stiftung 11. September realisiert, wurde aber zusammen mit anderen auch zur Unterstützung der Opfer des Hurrikan Katrina veröffentlicht, nachdem dieses Desaster zwischenzeitlich geschah.
- Buddy Miller interpretierte With God on Our Side auf dem Album Universal United House of Prayer (2004) und fügte ein irisch klingendes Arrangement hinzu.
- Im Jahr 2004 realisierte die Indie-Rock-Band Straylight Run den Song.
- Burton Cummings veröffentlichte das Lied 2004 als Single.
- Die aus Minneapolis stammende Band The Brothers Frantzich publizierte den Song auf ihrem Album „Heartwing“.
- Der Sänger/Songwriter Derek Webb sang das Lied vielfach bei Live-Auftritten.
- Bon Iver interpretierte den Song erstmals am 24. September 2011 während eines Auftritts bei McMenamins Edgefield in Troutdale, Oregon.
- Auch auf dem 2011 erschienenen Album Man in the Long Black Coat von Barb Jungr wurde eine Version veröffentlicht.
- K’naan interpretierte den Song 2012 für die Compilation Chimes of Freedom: Songs of Bob Dylan Honoring 50 Years of Amnesty International ebenfalls.

## Film und Dokumentation
With God on Our Side wird während des Abspanns zweier Filme gespielt, so in der Dokumentation über Antisemitismus Constantine's Sword von Oren Jacoby aus dem Jahr 2007 und der Oliver-Stone-Biografie über den US-Präsidenten George W. Bush W. von 2008.